# Stanisław Popławski

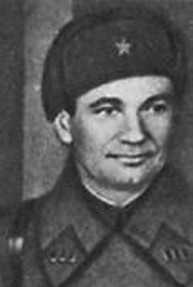
Stanisław Popławski w mundurze Armii Czerwonej, lata 30. XX wieku

Stanisław Popławski, ros. Станислав Гилярович Поплавский (ur. 9 kwietnia?/22 kwietnia 1902 w Wendyczanach, zm. 10 sierpnia 1973 w Moskwie) – polski i radziecki wojskowy i polityk, generał armii Armii Radzieckiej i Wojska Polskiego (ludowego), dowódca Wojsk Lądowych (1947–1950), wiceminister obrony narodowej (1949–1956), członek Komitetu Centralnego PZPR (1949–1956), poseł na Sejm Ustawodawczy i na Sejm PRL I kadencji, członek Komisji Wojskowej Biura Politycznego KC PZPR nadzorującej Wojsko Polskie od maja 1949, Bohater Związku Radzieckiego (1945).

## Życiorys

### Dzieciństwo i młodość
Urodził się 22 kwietnia 1902 w Wendyczanach pod Mohylowem, w rodzinie polskiego chłopa, syn Hilarego i Poliny z Kostienieckich. W lutym 1920 został wcielony do Armii Czerwonej. Uczestnik wojny domowej w Rosji. Do 1923 pełnił służbę jako szeregowy, następnie do 1927 w stopniu podoficerskim był szefem kompanii w 297 Pułku Strzeleckim.

### Dwudziestolecie międzywojenne
W latach 1927–1930 był słuchaczem Szkoły Czerwonych Starszyn w Charkowie. W 1930 wstąpił do WKP(b). W latach 1930–1931 dowodził plutonem w 137 Pułku Strzeleckim. W latach 1931–1933 dowodził plutonem, a następnie od 1933 do 1935 kompanią w Szkole Czerwonych Starszyn.
W latach 1935–1938 był słuchaczem Akademii Wojskowej im. Michaiła Frunzego. W latach 1938–1939 był wykładowcą taktyki na tej uczelni. W lutym 1939 na skutek donosu został usunięty z akademii oraz z armii i skierowany na stanowisko dyrektora w zaniedbanym sowchozie „Kultura” w obwodzie tulskim, prowadzącym hodowlę trzody chlewnej. Przed napaścią Niemiec na ZSRR został ponownie powołany do armii, obejmując funkcję szefa Oddziału Operacyjnego Sztabu 162 Dywizji Strzeleckiej.

### II wojna światowa
Podczas wojny niemiecko-radzieckiej walczył w składzie: Frontu Zachodniego, Frontu Kalinińskiego, 1. i 3 Frontu Białoruskiego. Brał udział w obronie Moskwy i w operacjach: rżewsko-wiaziemskiej, kowieńskiej, nadbałtyckiej, wschodniopruskiej, wiślano-odrzańskiej oraz berlińskiej. W okresie lipiec – wrzesień 1941 dowodził 720 Pułkiem Strzeleckim, po czym od października 1941 do stycznia 1942 kierował Sztabem 363 Dywizji Strzeleckiej. Do maja 1943 dowodził kolejno: 184., 256. i 220 Dywizją Strzelecką. Na stopień generała majora mianowany 14 lutego 1943. Następnie od czerwca 1943 do września 1944 dowodził 45 Korpusem Piechoty 5 Armii.
We wrześniu 1944 został skierowany do Wojska Polskiego w stopniu generała majora. Od 26 września do 10 września 1945 dowodził najpierw 2 Armią WP, a następnie, od 19 grudnia 1944 1 Armią WP w walkach o Warszawę, przełamanie Wału Pomorskiego, nad Bałtykiem, Odrą i Łabą oraz o Berlin. Czterokrotnie ranny i trzykrotnie kontuzjowany.

### Okres powojenny

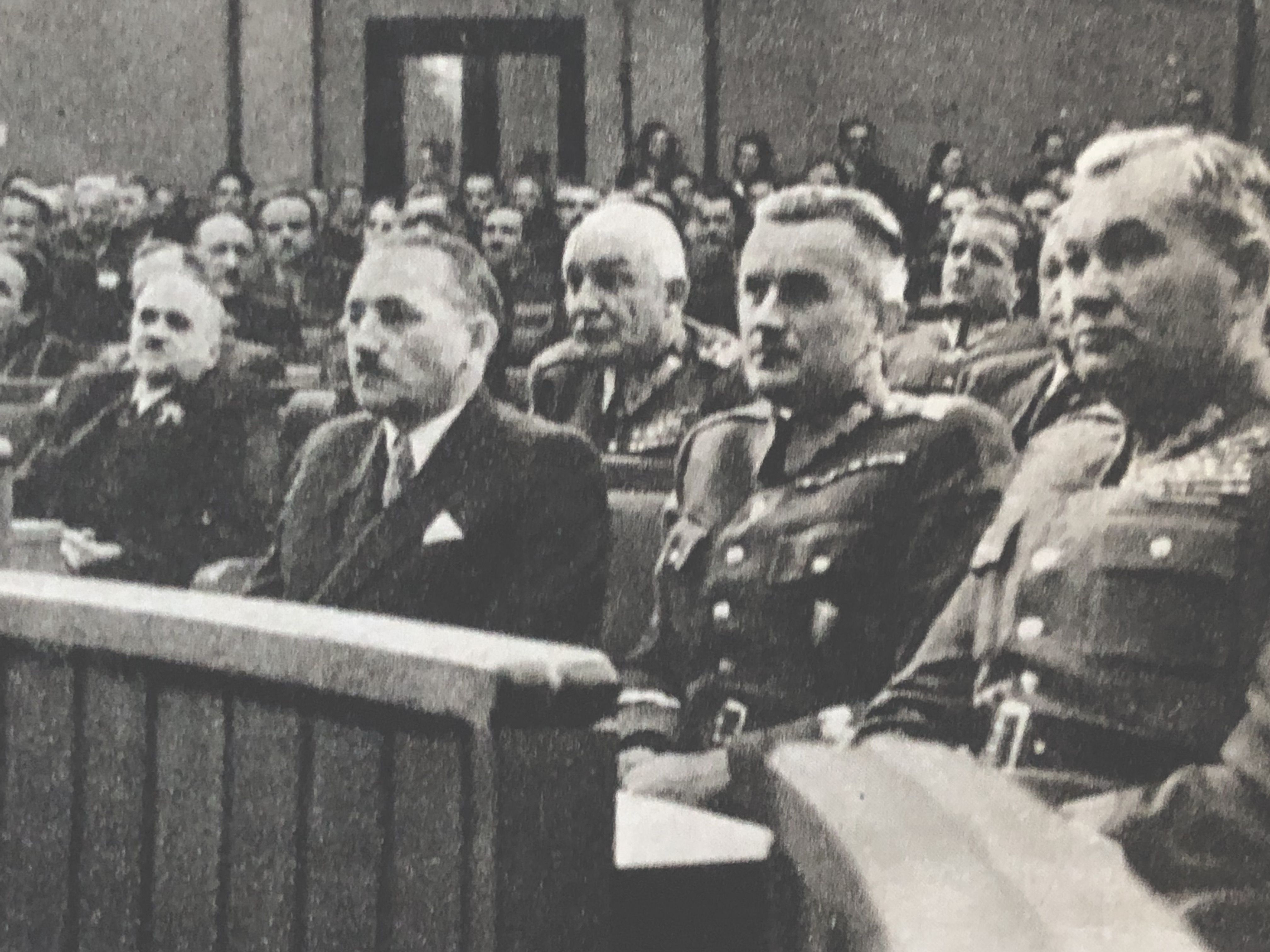
Posiedzenie Sejmu Ustawodawczego w 1947, w pierwszym rzędzie od prawej Stanisław Popławski, Piotr Jaroszewicz i Bolesław Bierut, w drugim rzędzie Karol Świerczewski

11 lipca 1946 roku mianowany na stopień generała pułkownika Armii Radzieckiej. Po zakończeniu działań wojennych, do 22 listopada 1947 pełnił funkcję dowódcy Śląskiego Okręgu Wojskowego, był też przewodniczącym Wojewódzkiego Komitetu Bezpieczeństwa we Wrocławiu. W latach 1947–1950 dowódca Wojsk Lądowych WP, Główny Inspektor Wyszkolenia Bojowego (do 20 listopada 1956). 2 kwietnia 1949 powierzono mu dodatkowo stanowisko II wiceministra obrony narodowej, które sprawował do 24 grudnia 1949 roku. Po reorganizacji ministerstwa został wiceministrem obrony narodowej. 12 sierpnia 1955 mianowany generałem Armii Radzieckiej.
W czerwcu 1956 dowodził oddziałami wojska tłumiącymi wystąpienia robotnicze w Poznaniu.
W latach 1947–1956 poseł na Sejm Ustawodawczy z ramienia Stronnictwa Ludowego, później Polskiej Zjednoczonej Partii Robotniczej, następnie poseł na Sejm PRL I kadencji. W latach 1949–1956 członek Komitetu Centralnego PZPR, a w latach 1953–1956 prezes Naczelnej Rady Łowieckiej Polskiego Związku Łowieckiego. W latach 1950–1957 prezes CWKS Legia Warszawa.
20 listopada 1956 powrócił do ZSRR. W grudniu 1956 powierzono mu funkcję I zastępcy Głównego Inspektora Szkolenia Armii Radzieckiej. Od kwietnia 1958 był doradcą w grupie generałów inspektorów ministerstwa obrony ZSRR. W 1963 przeszedł w stan spoczynku.

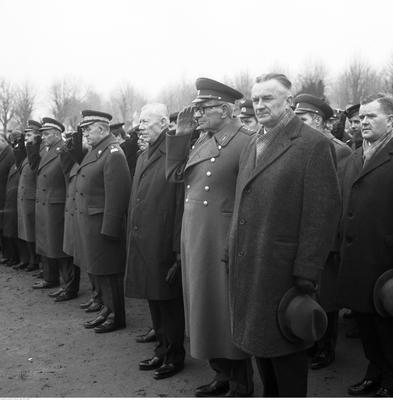
Uroczystości z okazji 25-lecia wyzwolenia Kołobrzegu, 16 marca 1970, od prawej: Piotr Jaroszewicz, gen. Stanisław Popławski, Zenon Nowak i gen. Józef Urbanowicz

Żonaty z Mają z Terpiłowskich (1911–1991), miał córkę Izabelę (zam. Rożkowa, 1931–2011).
Autor wspomnień pt. Towarzysze frontowych dróg, Warszawa wyd. 1964, 1966, 1970, 1973, 1983; Товарищи в борьбе, Moskwa 1963, 1974; Kampfgefährten, Berlin 1980. Wspomnienia te nosiły w wersji roboczej tytuł: Na ziemi przodków (За землю предков), lecz cenzura nakazała go zmienić.
Zmarł 10 sierpnia 1973 w Moskwie, gdzie został pochowany na Cmentarzu Nowodziewiczym. W jego pogrzebie wzięła udział delegacja polska z ministrem obrony narodowej gen. broni Wojciechem Jaruzelskim i wiceministrem ds. kombatantów Stanisławem Kujdą.

## Awanse
- generał major – 14 lutego 1943
- generał dywizji – 3 grudnia 1944
- generał broni – 3 maja 1945[6][7]
- generał armii – 12 sierpnia 1955

## Ordery i odznaczenia
- Wielka Wstęga Orderu Odrodzenia Polski (1954)[8][8]
- Order Sztandaru Pracy I klasy (dwukrotnie: 1951 i 1968)[8]
- Krzyż Komandorski z Gwiazdą Orderu Odrodzenia Polski (1952)[8][8]
- Order Krzyża Grunwaldu II klasy (1945)[8][9]
- Krzyż Komandorski Orderu Odrodzenia Polski (1945)
- Krzyż Złoty Orderu Virtuti Militari (11 maja 1945)[9]
- Złoty Krzyż Zasługi (dwukrotnie: po raz drugi 20 lipca 1946)[10][8]
- Śląski Krzyż Powstańczy
- Medal za Warszawę 1939–1945 (17 stycznia 1946)[8][11]
- Medal za Odrę, Nysę, Bałtyk[8]
- Medal Zwycięstwa i Wolności 1945[8]
- Srebrny Medal „Siły Zbrojne w Służbie Ojczyzny” (1954)[8]
- Brązowy Medal „Siły Zbrojne w Służbie Ojczyzny” (1951)[8]
- Medal 10-lecia Polski Ludowej (1954)
- Medal „Za udział w walkach o Berlin” (1966)[8]
- Odznaka Braterstwa Broni (1965)[8]
- Odznaka za Rany i Kontuzje (czterokrotnie ranny, trzykrotnie kontuzjowany)
- Złota odznaka honorowa „Za Zasługi dla Warszawy” (1961)[12]
- Odznaka „Budowniczego Wrocławia” (1967)[13]
- Czechosłowacki Wojskowy Order Lwa Białego „Za zwycięstwo” Gwiazda I klasy (ČSSR)[8]
- Złota Gwiazda Orderu Wolności (ČSSR)[8]
- Order Partyzanckiej Gwiazdy I klasy (Jugosławia)[8]
- Order za Odwagę (Jugosławia)[8]
- Krzyż za Wybitną Służbę (Stany Zjednoczone)[8]
- Medal „Złota Gwiazda” Bohatera Związku Radzieckiego (29 maja 1945)[14]
- Order Lenina – trzykrotnie (ZSRR)[8]
- Order Rewolucji Październikowej (ZSRR)[8]
- Order Czerwonego Sztandaru – czterokrotnie (ZSRR)[8]
- Order Suworowa I i II stopnia (ZSRR)[8]
- Order Kutuzowa II stopnia (ZSRR)[8]
- Order Bohdana Chmielnickiego II klasy (ZSRR)[8]
- Order Czerwonej Gwiazdy (ZSRR)
- Medal 100-lecia urodzin Lenina (ZSRR)
- Medal „Za obronę Moskwy” (ZSRR)
- Medal „Za wyzwolenie Warszawy” (ZSRR)
- Medal „Za zdobycie Berlina” (ZSRR)
- Medal „Za zwycięstwo nad Niemcami w Wielkiej Wojnie Ojczyźnianej 1941–1945” (ZSRR)
- Medal jubileuszowy „Dwudziestolecia zwycięstwa w Wielkiej Wojnie Ojczyźnianej 1941–1945” (ZSRR)
- Medal jubileuszowy „30 lat Armii Radzieckiej i Floty” (ZSRR)
- Medal jubileuszowy „40 lat Sił Zbrojnych ZSRR” (ZSRR)
- Medal jubileuszowy „50 lat Sił Zbrojnych ZSRR” (ZSRR)
- Tytuł Honorowego obywatela Łodzi (1967)[15]

## Upamiętnienie
W latach 1974–1989 generał armii Stanisław Popławski był patronem Centrum Doskonalenia Oficerów w Rembertowie.
W 1973 został patronem Szkoły Podstawowej nr 3 w Żorach, w latach 1980-89 Zbiorczej Szkoły Gminnej w Żaganiu, a 12 października 1983 Szkoły Podstawowej nr 42 w Sosnowcu (pozostając nim do początku lat 90.).
W latach 1946–1950 był patronem Domu Dziecka im. Stanisława Popławskiego w Woskowicach Małych, otwartego przez namysłowski oddział Robotniczego Towarzystwa Przyjaciół Dzieci. Placówka funkcjonowała od 23 czerwca 1946 do 1 września 1950, a na jej otwarciu obecny był patron, ówczesny przewodniczący Wojewódzkiego Komitetu Bezpieczeństwa we Wrocławiu.
28 czerwca 1974 w Stoczni im. Lenina w Gdańsku został wodowany półpojemnikowiec typu B-438. Jednostka otrzymała imię MS „Generał Stanisław Popławski”. Matką chrzestną była żona generała – Maja Popławska. W marcu 1998 statek został złomowany.
W 1976 został wybity medal upamiętniający Stanisława Popławskiego, wydany przez Mennicę Państwową, a zaprojektowany przez Józefa Misztelę.

## Kontrowersje wokół „podwójnej tożsamości”
W 1985 dr Roman Korab-Żebryk, były zastępca dowódcy 1 Wileńskiej Brygady Armii Krajowej, historyk amator spisujący dzieje swojej formacji, opublikował w książce Operacja Wileńska AK (Wyd. PWN, Warszawa 1985, s. 43–44) informację, że dowódca 45 Korpusu Strzeleckiego 3 Armii 3 Frontu Białoruskiego Armii Czerwonej, biorącego udział w walkach o Wilno w lipcu 1944, gen. mjr Siergiej Fiodorowicz Gorochow, wkrótce potem znalazł się w Wojsku Polskim i pod zmienionym nazwiskiem – właśnie jako Stanisław Popławski – mianowany został dowódcą 2 Armii WP.
Rewelacja ta została przez ówczesnych historyków specjalizujących się w dziejach polskich formacji zbrojnych na Wschodzie przyjęta z dużym niedowierzaniem; byłby to bowiem jedyny w historii przypadek całkowitej zmiany tożsamości radzieckiego oficera oddelegowanego do Wojska Polskiego, w dodatku na tak wysokim szczeblu. Jako pierwszy podjął się jej sprawdzenia płk doc. dr hab. Tadeusz Sawicki z Wojskowego Instytutu Historycznego, który wyniki swoich poszukiwań, m.in. w Instytucie Historii Wojskowości Ministerstwa Obrony ZSSR w Moskwie, opublikował w „Wojskowym Przeglądzie Historycznym” (nr 2/1986  i W sprawie uwag Romana Koraba-Żebryka nr 2/1987, s. 221–224).
Według jego ustaleń, poczynionych na podstawie badań zachowanych z czasów wojny archiwaliów, Stanisław Popławski i Siergiej Fiodorowicz Gorochow to dwie różne osoby – w połowie 1944 dwaj kolejni dowódcy 45 Korpusu Strzeleckiego. Pomieszanie ich biografii ze sobą przez dra Korab-Żebryka było rezultatem nieścisłości oraz pomyłek chronologicznych i faktograficznych w przywoływanych przez niego źródłach, jakimi były literatura wspomnieniowa oraz powojenne opracowania popularnonaukowo-propagandowe; wtórnych, obarczonych subiektywizmem, rzadko w owych czasach weryfikowanych czy choćby opatrywanych przypisami na podstawie zasobów archiwalnych, gwoli sprawiedliwości mało dostępnych. Przyczynił się do tego z pewnością i sam Stanisław Popławski, datując w swoich wspomnieniach rozstanie z 45 Korpusem Strzeleckim właśnie na wrzesień 1944 roku. Z dokumentów archiwalnych wynika, że w rzeczywistości przejął dowodzenie 2 Armią WP 25 września tegoż roku, według jego własnych wspomnień wcześniej był na krótkim urlopie, a procedura oddelegowania do Wojska Polskiego, obejmująca liczne szkolenia, instruktaże i rozmowy, zajmowała kilka tygodni – musiał zatem być odwołany z 45 Korpusu Strzeleckiego odpowiednio wcześniej.
Kolejne poszukiwania prowadził w pierwszych latach XXI wieku prof. Andrzej Werblan, odnajdując w oficjalnych dokumentach wojskowych oraz w publikowanych w latach wojny wydawnictwach liczne wzmianki o generale Stanisławie Popławskim z okresu przed 1944 (czyli z czasów, gdy Popławski miał być wciąż jeszcze Gorochowem; m.in. dekret Rady Komisarzy Ludowych z 14 lutego 1943 o nadaniu stopnia generała majora „Popławskiemu Stanisławowi Hilarowiczowi”, opublikowany w prasie codziennej), a także wzmianki o generale Siergieju Fiodorowiczu Gorochowie z końca 1944, początku 1945 i czasów późniejszych (czyli z okresu, gdy miał on już funkcjonować jako Stanisław Popławski). Należy przypomnieć, że sam Stanisław Popławski podkreślał swoje polskie pochodzenie, nie godząc się na zmianę w dokumentach urzędowych otczestwa z „Hilarowicz” na „Iłłarionowicz”.
Gen. mjr Siergiej Fiodorowicz Gorochow, mianowany na ten stopień dekretem Rady Komisarzy Ludowych z dnia 7 grudnia 1942 za udział w bitwie pod Stalingradem, z pochodzenia Ukrainiec, po krótkim dowodzeniu 45 Korpusem objął dowództwo 40 korpusu w składzie 19 Armii 2 Frontu Białoruskiego, na czele którego w marcu 1945 zdobywał Gdynię. Wkrótce po wojnie prawdopodobnie przeniesiony w tym stopniu w stan spoczynku, w latach 50. XX w. i później publikował w radzieckiej prasie wojskowo-historycznej liczne artykuły wspomnieniowe sygnowane „gen. mjr S.F. Gorochow”. Zmarł w 1974 roku.
Dr Korab-Żebryk, broniąc tezy o podwójnej tożsamości gen. Stanisława Popławskiego, wysunął w 1987 przypuszczenie, że dowodzący w marcu 1945 40 korpusem w walkach o Gdynię generał był zupełnie innym Siergiejem Fiodorowiczem Gorochowem, jednak na potwierdzenie tej tezy nie przytoczył żadnych dowodów. Dokumenty z lat wojny wymieniają – oprócz Siergieja Fiodorowicza – tylko jednego generała o tym nazwisku: gen. por. Piotra Iwanowicza Gorochowa, członka Rady Wojennej 53 Armii Frontu Zabajkalskiego.
Niewątpliwie dokładniejsze poszukiwania w poradzieckich archiwach wojskowych pozwoliłyby ostatecznie rozstrzygnąć kwestię rzekomej zmiany tożsamości przez generała Stanisława Popławskiego. Niemniej jednak już na podstawie analizy znanych w chwili obecnej dokumentów archiwalnych z lat wojny można uznać za udowodnione, że na długo przed wrześniem 1944 w Armii Czerwonej służyło dwóch generałów: Stanisław Popławski s. Hilarego i Siergiej Gorochow s. Fiodora, którzy w 1944 kolejno dowodzili tym samym związkiem taktycznym – a zatem, że owa zmiana tożsamości nie miała w rzeczywistości miejsca i była skutkiem pomyłki historyka. Niemniej jednak teza o „podwójnej tożsamości” generała Stanisława Popławskiego okazała się bardzo atrakcyjna propagandowo. Podchwycona przez środowiska prawicowe, szeroko rozpropagowana po 1989, aczkolwiek z reguły podawana jako fakt pewny z pominięciem jakichkolwiek źródeł i dowodów, żyje własnym życiem, będąc obecna nie tylko w wielu publikacjach o charakterze propagandowym lub popularnym, ale nawet w opracowaniach naukowych (np. w Kronice Polski z 2000 pod red. Andrzeja Nowaka).